# خورجستان
خورجستان یکی از دهکده های توریستی و تاریخی ایران و استان آذربایجان شرقی است که در بخش مرکزی شهرستان هشترود و در فاصله یک کیلومتری از مرکز شهر هشترود واقع شده‌است. این روستا دارای 1500 خانوار و پنج هزار نفر جمعیت از کهن ترین روستاهای ایران است.بافت قدیمی روستا که کوللر نامیده می شود طبق خط میخی سفالها و سکه های به دست امده مربوط به تمدن سومری و چهار هزار سال پیش از میلاد می باشد.